# The Island of Dr. Moreau
The Island of Dr. Moreau  (A Ilha do Dr. Moreau, em português) é um romance de ficção científica de H.G.Wells lançado originalmente em 1896.

## História
O enredo fala de um médico que cria criaturas monstruosas em uma ilha tropical. Moreau é um cientista obcecado pela ideia de transformar animais em homens através de cirurgias e hipnose. A chamada vivissecção é o crime de que Moreau é acusado ao fazer suas experiências dolorosas em animais. Isto o leva a se refugiar na ilha onde desenvolve suas ideias. Há, nesta obra, toda uma discussão sobre religião, ética científica e evolução.  

## Filme
O livro foi transformado em filme em 1977 tendo como ator principal Burt Lancaster.
Mais recentemente, um filme estrelado por Marlon Brando, A Ilha do Dr. Moreau (1996), tentou contextualizar o enredo usando ciência moderna: engenharia genética e eletrônica. 

## Televisão
1. Houve uma paródia em Os Simpsons, em um episódio de Dia das Bruxas, intitulado "A Ilha do doutor Hibbert".
2. Citado em vários episódios da série de Orphan Black, produzida pela BBC.

## Histórias em Quadrinhos
Em 1977, a Marvel Comics publica edição especial de 30 páginas, The Island of Dr. Moreau #1  por Doug Moench e Larry Hama; baseando no filme de mesmo nome em 1977.
Também no Brasil, a Editora Abril publicou em 1991, a Classic Illustrated Nº 5 adaptada por Steven Grant & Eric Vincent.
No Brasil a Editora Mithos publicou em 2003, em uma revista da Liga da Justiça da América (JLA) da DC Comics, com versões de uma poderosa liga de homens-animais, por Roy Thomas e Steve Pugh. Trata da linha da DC Elseworlds, ou Túnel do Tempo no Brasil, onde personagens são colocados em outras situações e realidades além de suas cronologias oficiais.
A Marvel Comics possui a personagem chamada Alto Evolucionário, originalmente realizou manipulações genéticas em animais para evoluírem aos moldes das criaturas do Dr. Moreau. Com o passar do tempo suas aparições nas histórias da Marvel sempre estiveram realizadas com manipulação e evolução genética na Terra ou em outros mundos ficcionais como a Contra-Terra, e eventos com a participação dos Heróis Marvel como A Guerra do Alto Evolucionário.
A Marvel Comics possui a personagem David Moreau, um genengenheiro que trabalhou na nação insular  fictícia de Genosha e desenvolveu um dispositivo para controle mental de mutantes, nas histórias em quadrinhos dos X-Men.
Em 2019, a Editora Norte Americana IDW lança uma série com sua versão da The Island of Dr. Moreau, por Ted Adams, Gabriel Rodríguez e Nelson Dániel. 